# Ủ phân người

Các khu vực pháp lý ở Hoa Kỳ đã hợp pháp hóa việc ủ phân người

Ủ phân người là một quá trình xử lý thi thể cuối cùng trong đó vi sinh vật chuyển đổi một cơ thể đã chết thành phân compost. Nó cũng được gọi là khử trùng hữu cơ tự nhiên (NOR) hoặc chôn cất trên đất liền.
Mặc dù việc phân hủy tự nhiên của xác người thành đất là một tập quán lâu đời, nhưng một quá trình nhanh hơn được phát triển vào đầu thế kỷ 21 bao gồm việc bọc xác người trong mùn cưa, rơm và cỏ linh lăng cho đến khi vi sinh vật thermophile phân hủy cơ thể. Theo cách này, quá trình chuyển đổi có thể được tăng tốc lên chỉ còn 1-2 tháng. Quá trình tăng tốc này được dựa trên một phần trên các kỹ thuật được phát triển để ủ phân gia súc.
Mặc dù việc ủ phân người đã phổ biến trước khi có các phương pháp chôn cất hiện đại và trong một số truyền thống tôn giáo, nhưng xã hội đương đại có xu hướng ưa chuộng các phương pháp xử lý thi thể khác. Tuy nhiên, sự chú ý của văn hóa đến các vấn đề như tính bền vững và chôn cất thân thiện với môi trường đã dẫn đến sự hồi sinh của sự quan tâm đến việc ủ phân trực tiếp cơ thể con người. Một số cộng đồng tôn giáo và văn hóa đã chỉ trích phương pháp ủ phân người hiện đại này, mặc dù về nhiều mặt, đây là một sự trở lại với các tập quán truyền thống hơn. Ủ phân người là hợp pháp ở Thụy Điển và ở nhiều tiểu bang của Hoa Kỳ, và chôn cất tự nhiên mà không có quan tài hoặc có thùng đựng phân hủy sinh học là tập quán phổ biến trong các truyền thống Hồi giáo và Do Thái và được phép ở Vương quốc Anh, Hoa Kỳ và nhiều địa điểm khác trên thế giới.